# 1996 în film
- 1995 în cinematografie — 1996 în cinematografie — 1997 în cinematografie

## Evenimente
- La jumătatea lunii iulie începe producția filmului Titanic (1997)

## Premiere românești
- Asfalt Tango, de Nae Caranfil - IMDB
- Punctul zero, de Sergiu Nicolaescu
- Eu sunt Adam!, de Dan Pița - IMDB
- Prea târziu, de Lucian Pintilie[1] - IMDB
- Stare de fapt, de Stere Gulea - IMDB

Filme de televiziune
- Capul de zimbru, de Nicolae Mărgineanu - IMDB
- Tragica poveste de dragoste a celor doi, de Radu Muntean - Cinemagia

Filme de scurt metraj
- Grigore & Marieta, de Cătălin Cocriș - IMDB

Documentare
- 25.12.1995, București, Gara de Nord, de Cristi Puiu - Cinemagia
- Viața e în altă parte, de Radu Muntean - Cinemagia

## Filmele cu cele mai mari încasări
| #   | Titlu                       | Studio                                      | Încasări mondiale |
| --- | --------------------------- | ------------------------------------------- | ----------------- |
| 1.  | Independence Day            | 20th Century Fox                            | $817,400,891      |
| 2.  | Twister                     | Warner Bros. / Universal Pictures           | $494,471,524      |
| 3.  | Mission: Impossible         | Paramount Pictures                          | $457,696,359      |
| 4.  | The Rock                    | Hollywood Pictures                          | $335,062,621      |
| 5.  | The Hunchback of Notre Dame | Walt Disney Pictures                        | $325,338,851      |
| 6.  | 101 Dalmatians              | Walt Disney Pictures                        | $320,689,294      |
| 7.  | Ransom                      | Touchstone Pictures / Imagine Entertainment | $309,492,681      |
| 8.  | The Nutty Professor         | Universal Pictures                          | $273,961,019      |
| 9.  | Jerry Maguire               | TriStar Pictures                            | $273,552,592      |
| 10. | Eraser                      | Warner Bros.                                | $242,295,562      |

## Filme din 1996

### Ianuarie-Martie
| Premiera          | Premiera | Titlu                                                                    | Studio                                       | Distribuție, echipă de producție | Gen                        | Tip           |
| ----------------- | -------- | ------------------------------------------------------------------------ | -------------------------------------------- | --- | -------------------------- | ------------- |
| I A N U A R I E   | 12       | Don't Be a Menace to South Central While Drinking Your Juice in the Hood | Miramax Films                                | Paris Barclay (regizor); Shawn Wayans, Marlon Wayans, Phil Beauman (scenariu); Shawn Wayans, Marlon Wayans, Vivica A. Fox, Lahmard Tate, Helen Martin, Chris Spencer, Suli McCullough, Tracey Cherelle Jones        | Comedie                    | film artistic |
| I A N U A R I E   | 12       | Eye for an Eye                                                           | Paramount Pictures                           | John Schlesinger (regizor); Amanda Silver, Rick Jaffa (scenariu); Sally Field, Kiefer Sutherland, Ed Harris, Beverly D'Angelo, Joe Mantegna                                                                         | Crime, Thriller            | film artistic |
| I A N U A R I E   | 12       | Dunston Checks In                                                        | 20th Century Fox                             | Ken Kwapis (regizor); John Hopkins, Bruce Graham (scenariu); Jason Alexander, Eric Lloyd, Faye Dunaway, Rupert Everett, Paul Reubens, Glenn Shadix, Graham Sack                                                     | Comedie                    | film artistic |
| I A N U A R I E   | 12       | Bio-Dome                                                                 | Metro-Goldwyn-Mayer                          | Jason Bloom (regizor); Adam Leff, Mitchell Peck, Jason Blumenthal (scenariu); Pauly Shore, Stephen Baldwin, William Atherton, Joey Adams, Rose McGowan, Kylie Minogue                                               | Comedie                    | film artistic |
| I A N U A R I E   | 12       | Lawnmower Man 2: Beyond Cyberspace                                       | New Line Cinema                              | Farhad Mann (regizor/scenariu); Patrick Bergin, Matt Frewer, Austin O'Brien | SF                         | film artistic |
| I A N U A R I E   | 12       | Two If by Sea                                                            | Warner Bros.                                 | Bill Bennett (regizor); Sandra Bullock, Denis Leary, Stephen Dillane, Yaphet Kotto | Crime, Comedie             | film artistic |
| I A N U A R I E   | 19       | From Dusk Till Dawn                                                      | Dimension Films                              | Robert Rodriguez (regizor); Quentin Tarantino (scenariu); George Clooney, Quentin Tarantino, Harvey Keitel, Juliette Lewis                                                                                          | Crime, Horror              | film artistic |
| I A N U A R I E   | 26       | Bed of Roses                                                             | New Line Cinema                              | Michael Goldenberg (regizor/scenariu); Mary Stuart Masterson, Christian Slater | Romance                    | film artistic |
| I A N U A R I E   | 26       | Big Bully                                                                | Warner Bros.                                 | Steve Miner (regizor); Mark Steven Johnson (scenariu); Rick Moranis, Tom Arnold, Carol Kane, Don Knotts | Comedie, Drama             | film artistic |
| F E B R U A R I E | 2        | Black Sheep                                                              | Paramount Pictures                           | Penelope Spheeris (regizor); Fred Wolf (scenariu); Chris Farley, David Spade, Gary Busey, Tim Matheson | Comedie                    | film artistic |
| F E B R U A R I E | 2        | The Juror                                                                | Columbia Pictures                            | Brian Gibson (regizor); Irwin Winkler (scenariu); Demi Moore, Alec Baldwin, James Gandolfini, Anne Heche, Joseph Gordon-Levitt                                                                                      | Romance, Thriller          | film artistic |
| F E B R U A R I E | 2        | White Squall                                                             | Hollywood Pictures                           | Ridley Scott (regizor); Todd Robinson (scenariu); Jeff Bridges, John Savage, Ryan Phillippe, Scott Wolf, Balthazar Getty, Jeremy Sisto, Jason Marsden, Eric Michael Cole                                            | Drama                      | film artistic |
| F E B R U A R I E | 9        | Broken Arrow                                                             | 20th Century Fox                             | John Woo (regizor); Graham Yost (scenariu); John Travolta, Christian Slater, Samantha Mathis, Delroy Lindo, Bob Gunton, Frank Whaley, Howie Long                                                                    | Acțiune                    | film artistic |
| F E B R U A R I E | 9        | Beautiful Girls                                                          | Miramax Films                                | Ted Demme (regizor); Scott Rosenberg (scenariu); Matt Dillon, Lauren Holly, Timothy Hutton, Rosie O'Donnell, Martha Plimpton, Natalie Portman, Michael Rapaport, Mira Sorvino, Uma Thurman                          | Drama                      | film artistic |
| F E B R U A R I E | 16       | City Hall                                                                | Columbia Pictures                            | Harold Becker (regizor); Kenneth Lipper, Paul Schrader, Nicholas Pileggi, Bo Goldman (scenariu); Al Pacino, John Cusack, Bridget Fonda, Danny Aiello, Richard Schiff, David Paymer, Martin Landau, Tony Franciosa   | Thriller                   | film artistic |
| F E B R U A R I E | 16       | Happy Gilmore                                                            | Universal Studios                            | Dennis Dugan (regizor); Tim Herlihy, Adam Sandler (scenariu); Adam Sandler, Christopher McDonald, Julie Bowen, Carl Weathers, Frances Bay, Joe Flaherty, Bob Barker                                                 | Comedie, Sportiv           | film artistic |
| F E B R U A R I E | 16       | Mr. Wrong                                                                | Touchstone Pictures                          | Nick Castle (regizor); Chris Matheson, Kerry Ehrin, Craig Munson (scenariu); Ellen DeGeneres, Bill Pullman, Joan Cusack, Dean Stockwell, Joan Plowright                                                             | Romance, Comedie           | film artistic |
| F E B R U A R I E | 16       | Muppet Treasure Island                                                   | Walt Disney Pictures, Jim Henson Productions | Brian Henson (regizor); Jerry Juhl, James V. Hart, Kirk R. Thatcher (scenariu); Tim Curry, Dave Goelz, Steve Whitmire, Jerry Nelson, Kevin Clash, Frank Oz                                                          | Comedie, Aventură, Muzical | film artistic |
| F E B R U A R I E | 23       | Mary Reilly                                                              | TriStar Pictures                             | Stephen Frears (regizor); Christopher Hampton (scenariu); Julia Roberts, John Malkovich, George Cole, Michael Gambon, Glenn Close                                                                                   | Horror                     | film artistic |
| F E B R U A R I E | 23       | Before and After                                                         | Hollywood Pictures                           | Barbet Schroeder (regizor); Ted Tally (scenariu); Meryl Streep, Liam Neeson, Edward Furlong, Julia Weldon, Alfred Molina                                                                                            | Drama                      | film artistic |
| F E B R U A R I E | 23       | Unforgettable                                                            | Metro-Goldwyn-Mayer                          | John Dahl (regizor); Ray Liotta, Linda Fiorentino, Peter Coyote, Christopher McDonald, Kim Cattrall | Thriller                   | film artistic |
| M A R T I E       | 1        | Down Periscope                                                           | 20th Century Fox                             | David S. Ward (regizor); Hugh Wilson, Andrew Kurtzman, Eliot Wald (scenariu); Kelsey Grammer, Lauren Holly, Rob Schneider, Harry Dean Stanton, Bruce Dern, Rip Torn                                                 | Comedie                    | film artistic |
| M A R T I E       | 1        | Up Close & Personal                                                      | Touchstone Pictures / Cinergi Pictures       | Jon Avnet (regizor); John Gregory Dunne, Joan Didion (scenariu); Robert Redford, Michelle Pfeiffer, Stockard Channing, Joe Mantegna, Kate Nelligan                                                                  | Romance, Drama             | film artistic |
| M A R T I E       | 8        | The Birdcage                                                             | United Artists                               | Mike Nichols (regizor); Elaine May (scenariu); Robin Williams, Gene Hackman, Nathan Lane, Dianne Wiest, Calista Flockhart, Dan Futterman, Hank Azaria                                                               | Comedie                    | film artistic |
| M A R T I E       | 8        | Fargo                                                                    | Gramercy Pictures                            | The Coen Brothers (regizor/scenariu); Frances McDormand, William H. Macy, Steve Buscemi, Harve Presnell, Peter Stormare                                                                                             | Crime                      | film artistic |
| M A R T I E       | 15       | Ed                                                                       | Universal Studios                            | Bill Couturié (regizor); David M. Evans (scenariu); Matt LeBlanc, Jack Warden, James Caviezel, Jayne Brook | Sportiv, Comedie           | film artistic |
| M A R T I E       | 15       | Executive Decision                                                       | Warner Bros.                                 | Stuart Baird (regizor); Jim Thomas, John Thomas (scenariu); Kurt Russell, Steven Seagal, Halle Berry, John Leguizamo, Oliver Platt, Joe Morton, David Suchet                                                        | Acțiune                    | film artistic |
| M A R T I E       | 15       | Two Much                                                                 | Touchstone Pictures                          | Fernando Trueba (regizor/scenariu); David Trueba (scenariu); Antonio Banderas, Melanie Griffith, Daryl Hannah, Danny Aiello, Joan Cusack, Eli Wallach                                                               | Romance, Comedie           | film artistic |
| M A R T I E       | 22       | Diabolique                                                               | Warner Bros.                                 | Jeremiah S. Chechik (regizor); Henri-Georges Clouzot, Don Roos (scenariu); Sharon Stone, Isabelle Adjani, Chazz Palminteri, Kathy Bates, Spalding Gray, Shirley Knight, Allen Garfield, Adam Hann-Byrd, Donal Logue | Thriller                   | film artistic |
| M A R T I E       | 22       | Flirting with Disaster                                                   | Miramax Films                                | David O. Russell (regizor/scenariu); Ben Stiller, Patricia Arquette, Téa Leoni, Mary Tyler Moore, George Segal, Alan Alda, Lily Tomlin                                                                              | Comedie                    | film artistic |
| M A R T I E       | 29       | Sgt. Bilko                                                               | Universal Studios                            | Jonathan Lynn (regizor); Nat Hiken, Andy Breckman (scenariu); Steve Martin, Dan Aykroyd, Phil Hartman | Comedie                    | film artistic |

### Aprilie–iunie
| Premiera      | Premiera | Titlu                             | Studio                           | Distribuție, echipă de producție | Gen                          | Tip                     |
| ------------- | -------- | --------------------------------- | -------------------------------- | --- | ---------------------------- | ----------------------- |
| A P R I L I E | 5        | Primal Fear                       | Paramount Pictures               | Gregory Hoblit (regizor); Steve Shagan, Ann Biderman (scenariu); Richard Gere, Laura Linney, John Mahoney, Alfre Woodard, Frances McDormand, Edward Norton                                                                                           | Crime                        | film artistic           |
| A P R I L I E | 5        | A Thin Line Between Love and Hate | New Line Cinema                  | Martin Lawrence (regizor/scenariu); Bentley Kyle Evans, Kenny Buford, Kim Bass (scenariu); Martin Lawrence, Lynn Whitfield | Comedie, Romance             | film artistic           |
| A P R I L I E | 12       | Fear                              | Universal Studios                | James Foley (regizor); Christopher Crowe (scenariu); Mark Wahlberg, Reese Witherspoon, William Petersen, Alyssa Milano, Amy Brenneman | Thriller                     | film artistic           |
| A P R I L I E | 12       | James and the Giant Peach         | Walt Disney Pictures             | Henry Selick (regizor); Steven Bloom, Karey Kirkpatrick, Jonathan Roberts (scenariu); Paul Terry, Simon Callow, Richard Dreyfuss, Susan Sarandon, Jane Leeves, Miriam Margolyes, David Thewlis, Joanna Lumley, Pete Postlethwaite                    | Fantastic, Aventură, Muzical | film artistic/ animație |
| A P R I L I E | 19       | Celtic Pride                      | Hollywood Pictures               | Tom DeCerchio (regizor); Judd Apatow (scenariu); Damon Wayans, Daniel Stern, Dan Aykroyd, Larry Bird | Comedie                      | film artistic           |
| A P R I L I E | 19       | Mrs. Winterbourne                 | TriStar Pictures                 | Richard Benjamin (regizor); Phoef Sutton, Lisa-Maria Radano (scenariu); Shirley MacLaine, Ricki Lake, Brendan Fraser | Romance, Comedie, Drama      | film artistic           |
| A P R I L I E | 19       | The Substitute                    | Orion Pictures                   | Robert Mandel (regizor); Roy Frumkes, Rocco Simonelli (scenariu); Tom Berenger, Ernie Hudson, Diane Venora, Glenn Plummer, Cliff DeYoung, Marc Anthony, Richard Brooks, Raymond Cruz, Luis Guzmán, William Forsythe                                  | Acțiune, Crime, Thriller     | film artistic           |
| A P R I L I E | 26       | Mulholland Falls                  | Metro-Goldwyn-Mayer              | Lee Tamahori (regizor); Pete Dexter (scenariu); Nick Nolte, Melanie Griffith, Chazz Palminteri, Michael Madsen, Chris Penn, Jennifer Connelly, Treat Williams, Andrew McCarthy, John Malkovich, Bruce Dern                                           | Crime, Thriller              | film artistic           |
| A P R I L I E | 26       | The Truth About Cats & Dogs       | 20th Century Fox                 | Michael Lehmann (regizor); Audrey Wells (scenariu); Janeane Garofalo, Uma Thurman, Ben Chaplin, Jamie Foxx | Romance, Comedie             | film artistic           |
| A P R I L I E | 26       | Sunset Park                       | TriStar Pictures                 | Steve Gomer (regizor); Seth Zvi Rosenfeld, Kathleen McGhee-Anderson (scenariu); Rhea Perlman, Fredro Starr | Sportiv                      | film artistic           |
| A P R I L I E | 26       | The Quest                         | Universal Studios                | Jean-Claude Van Damme (regizor); Steven Klein, Paul Mones (scenariu); Jean-Claude Van Damme, Roger Moore, James Remar, Janet Gunn | Arte marțiale                | film artistic           |
| M A I         | 3        | Barb Wire                         | Gramercy Pictures                | David Hogan (regizor); Chuck Pfarrer, Ilene Chaiken (scenariu); Pamela Anderson, Temuera Morrison, Victoria Rowell, Jack Noseworthy, Xander Berkeley, Udo Kier, Steve Railsback                                                                      | Acțiune                      | film artistic           |
| M A I         | 3        | The Craft                         | Columbia Pictures                | Andrew Fleming (regizor/scenariu); Peter Filardi (scenariu); Robin Tunney, Fairuza Balk, Neve Campbell, Rachel True, Skeet Ulrich | Fantastic                    | film artistic           |
| M A I         | 3        | The Great White Hype              | 20th Century Fox                 | Reginald Hudlin (regizor); Tony Hendra, Ron Shelton (scenariu); Samuel L. Jackson, Jeff Goldblum, Damon Wayans, Corbin Bernsen, Peter Berg, Jon Lovitz, Salli Richardson, Jamie Foxx, Cheech Marin, John Rhys-Davies                                 | Sportiv                      | film artistic           |
| M A I         | 3        | Last Dance                        | Touchstone Pictures              | Bruce Beresford (regizor); Steven Haft, Ron Koslow (scenariu); Sharon Stone, Rob Morrow, Randy Quaid, Peter Gallagher | Drama                        | film artistic           |
| M A I         | 3        | The Pallbearer                    | Miramax Films                    | Matt Reeves (regizor/scenariu); Jason Katims (scenariu); David Schwimmer, Gwyneth Paltrow, Toni Collette, Michael Vartan, Michael Rapaport, Barbara Hershey                                                                                          | Romance, Comedie             | film artistic           |
| M A I         | 10       | Twister                           | Warner Bros. / Universal Studios | Jan de Bont (regizor); Michael Crichton, Anne-Marie Martin (scenariu); Helen Hunt, Bill Paxton, Jami Gertz, Cary Elwes | Acțiune                      | film artistic           |
| M A I         | 17       | Flipper                           | Universal Studios                | Alan Shapiro (regizor); Ricou Browning, Jack Cowden (scenariu); Paul Hogan, Elijah Wood | Aventură                     | film artistic           |
| M A I         | 17       | Heaven's Prisoners                | New Line Cinema                  | Phil Joanou (regizor); Harley Peyton, Scott Frank (scenariu); Alec Baldwin, Kelly Lynch, Mary Stuart Masterson, Teri Hatcher, Eric Roberts, Vondie Curtis-Hall, Joe Viterelli, Badja Djola, Hawthorne James                                          | Drama                        | film artistic           |
| M A I         | 24       | Mission: Impossible               | Paramount Pictures               | Brian De Palma (regizor); David Koepp, Robert Towne (scenariu); Tom Cruise, Jon Voight, Emmanuelle Béart, Henry Czerny, Jean Reno, Ving Rhames, Kristin Scott Thomas, Vanessa Redgrave, Emilio Estevez                                               | Acțiune, SF                  | film artistic           |
| M A I         | 24       | Spy Hard                          | Hollywood Pictures               | Rick Friedberg (regizor); Dick Chudnow, Jason Friedberg, Aaron Seltzer (scenariu); Leslie Nielsen, Nicollette Sheridan, Andy Griffith, Charles Durning, Marcia Gay Harden                                                                            | Comedie, Spoof               | film artistic           |
| M A I         | 31       | The Arrival                       | Orion Pictures                   | David Twohy (regizor/scenariu); Charlie Sheen, Lindsay Crouse, Richard Schiff, Ron Silver, Teri Polo | SF                           | film artistic           |
| M A I         | 31       | Dragonheart                       | Universal Studios                | Rob Cohen (regizor); Charles Edward Pogue (scenariu); Dennis Quaid, Sean Connery, David Thewlis, Pete Postlethwaite, Dina Meyer, Jason Isaacs, Brian Thompson, Julie Christie                                                                        | Fantastic, Aventură          | film artistic           |
| M A I         | 31       | Eddie                             | Hollywood Pictures               | Steve Rash (regizor); Jon Connoly, David Loucka, Eric Champnella, Keith Mitchell, Steve Zacharias, Jeff Buhai (scenariu); Whoopi Goldberg, Frank Langella, Dennis Farina                                                                             | Comedie                      | film artistic           |
| I U N I E     | 7        | The Phantom                       | Paramount Pictures               | Simon Wincer (regizor); Jeffrey Boam (scenariu); Billy Zane, Treat Williams, Kristy Swanson, Catherine Zeta-Jones, James Remar, Patrick McGoohan | Acțiune                      | film artistic           |
| I U N I E     | 7        | The Rock                          | Hollywood Pictures               | Michael Bay (regizor); David Weisberg, Douglas S. Cook, Mark Rosner (scenariu); Sean Connery, Nicolas Cage, Ed Harris, John Spencer, William Forsythe, David Morse, Michael Biehn, Gregory Sporleder, Tony Todd, Vanessa Marcil                      | Acțiune                      | film artistic           |
| I U N I E     | 14       | The Cable Guy                     | Columbia Pictures                | Ben Stiller (regizor); Lou Holtz Jr. (scenariu); Jim Carrey, Matthew Broderick, Leslie Mann, George Segal, Diane Baker | Comedie                      | film artistic           |
| I U N I E     | 14       | Moll Flanders                     | Metro-Goldwyn-Mayer              | Pen Densham (regizor/scenariu); Robin Wright, Morgan Freeman, Stockard Channing, John Lynch, Jeremy Brett | Drama                        | film artistic           |
| I U N I E     | 21       | Eraser                            | Warner Bros.                     | Chuck Russell (regizor); Tony Puryear, Walon Green (scenariu); Arnold Schwarzenegger, James Caan, Vanessa L. Williams, James Coburn, Robert Pastorelli                                                                                               | Acțiune                      | film artistic           |
| I U N I E     | 21       | Lone Star                         | Sony Pictures Classics           | John Sayles (regizor); John Sayles (scenariu); Ron Canada, Chris Cooper, Clifton James, Kris Kristofferson, Frances McDormand, Joe Morton, Elizabeth Peña                                                                                            | Mystery                      | film artistic           |
| I U N I E     | 21       | The Hunchback of Notre Dame       | Walt Disney Pictures             | Gary Trousdale, Kirk Wise (regizor); Tab Murphy, Irene Mecchi, Bob Tzudiker, Noni White, Jonathan Roberts (scenariu); Tom Hulce, Demi Moore, Tony Jay, Kevin Kline, Paul Kandel, Jason Alexander, Charles Kimbrough, Mary Wickes, David Ogden Stiers | Muzical, Drama               | animație                |
| I U N I E     | 28       | The Nutty Professor               | Universal Studios                | Tom Shadyac (regizor/scenariu); David Sheffield, Barry W. Blaustein, Steve Oedekerk (scenariu); Eddie Murphy, Jada Pinkett Smith, James Coburn, Dave Chappelle                                                                                       | Comedie                      | film artistic           |
| I U N I E     | 28       | Striptease                        | Columbia Pictures                | Andrew Bergman (regizor/scenariu); Demi Moore, Armand Assante, Ving Rhames, Robert Patrick, Burt Reynolds | Comedie                      | film artistic           |

### Iulie–septembrie
| Premiera            | Premiera | Title                       | Studio                        | Distribuție, echipă de producție | Genre              | Medium        |
| ------------------- | -------- | --------------------------- | ----------------------------- | --- | ------------------ | ------------- |
| I U L I E           | 3        | Independence Day            | 20th Century Fox              | Roland Emmerich (regizor/scenariu); Dean Devlin (scenariu); Will Smith, Jeff Goldblum, Bill Pullman, Margaret Colin, Vivica A. Fox, Mary McDonnell, Judd Hirsch, Robert Loggia, Randy Quaid, James Rebhorn, Harry Connick, Jr.                                 | Acțiune            | film artistic |
| I U L I E           | 5        | Phenomenon                  | Touchstone Pictures           | Jon Turteltaub (regizor); Gerald Di Pego (scenariu); John Travolta, Kyra Sedgwick, Forest Whitaker, Robert Duvall | Fantastic, Drama   | film artistic |
| I U L I E           | 12       | Courage Under Fire          | 20th Century Fox              | Edward Zwick (regizor); Patrick Sheane Duncan (scenariu); Denzel Washington, Meg Ryan, Lou Diamond Phillips, Matt Damon, Scott Glenn, Michael Moriarty, Bronson Pinchot, Seth Gilliam                                                                          | Drama              | film artistic |
| I U L I E           | 12       | Harriet the Spy             | Paramount Pictures            | Bronwen Hughes (regizor); Douglas Petrie, Theresa Rebeck (scenariu); Michelle Trachtenberg, Gregory Smith, Rosie O'Donnell, Vanessa Lee Chester | Comedie            | film artistic |
| I U L I E           | 19       | Fled                        | Metro-Goldwyn-Mayer           | Kevin Hooks (regizor); Preston A. Whitmore II (scenariu); Laurence Fishburne, Stephen Baldwin, Will Patton, Robert John Burke, Salma Hayek | Acțiune            | film artistic |
| I U L I E           | 19       | The Frighteners             | Universal Studios             | Peter Jackson (regizor/scenariu); Fran Walsh (scenariu); Michael J. Fox, Trini Alvarado, Peter Dobson, John Astin, Dee Wallace Stone, Jeffrey Combs, Jake Busey                                                                                                | Comedie, Horror    | film artistic |
| I U L I E           | 19       | Kazaam                      | Touchstone Pictures           | Paul M. Glaser (regizor/scenariu); Christian Ford, Roger Soffer (scenariu); Shaquille O'Neal, Francis Capra, Ally Walker, James Acheson | Comedie, Fantastic | film artistic |
| I U L I E           | 19       | Multiplicity                | Columbia Pictures             | Harold Ramis (regizor/scenariu); Chris Miller, Mary Hale, Lowell Ganz, Babaloo Mandel (scenariu); Michael Keaton, Andie MacDowell, Eugene Levy, Harris Yulin                                                                                                   | Comedie            | film artistic |
| I U L I E           | 26       | A Time to Kill              | Warner Bros.                  | Joel Schumacher (regizor); Akiva Goldsman (scenariu); Matthew McConaughey, Samuel L. Jackson, Sandra Bullock, Kevin Spacey, Ashley Judd, Donald Sutherland, Oliver Platt, Kiefer Sutherland, Charles S. Dutton, Chris Cooper, Patrick McGoohan, Brenda Fricker | Thriller           | film artistic |
| I U L I E           | 26       | Kingpin                     | Metro-Goldwyn-Mayer           | Peter Farrelly, Robert Farrelly (regizor); Barry Fanaro, Mort Nathan (scenariu); Woody Harrelson, Randy Quaid, Bill Murray, Vanessa Angel, Chris Elliott | Comedie            | film artistic |
| I U L I E           | 26       | Joe's Apartment             | Warner Bros. / MTV Films      | John Payson (regizor/scenariu); Jerry O'Connell, Megan Ward | Comedie, Muzical   | film artistic |
| I U L I E           | 26       | The Adventures of Pinocchio | New Line Cinema               | Steve Barron (regizor/scenariu); Sherry Mills, Tom Benedek, Barry Berman (scenariu); Jonathan Taylor Thomas, Martin Landau, Genevieve Bujold, Udo Kier, Bebe Neuwirth, Rob Schneider, Corey Carrier, David Doyle (voice)                                       | Fantastic          | film artistic |
| A U G U S T         | 2        | Chain Reaction              | 20th Century Fox              | Andrew Davis (regizor); J. F. Lawton, Michael Bortman (scenariu); Keanu Reeves, Morgan Freeman, Rachel Weisz, Fred Ward, Kevin Dunn, Brian Cox | Thriller           | film artistic |
| A U G U S T         | 2        | Matilda                     | TriStar Pictures              | Danny DeVito (regizor); Nicholas Kazan, Robin Swicord (scenariu); Mara Wilson, Embeth Davidtz, Danny DeVito, Rhea Perlman, Pam Ferris | Comedie, Fantastic | film artistic |
| A U G U S T         | 2        | Phat Beach                  |                               | Doug Ellin (regizor); Ben Morris, Brian E. O'Neal, Cleveland O'Neal III, Doug Ellin (scenariu); Jermaine Hopkins, Coolio, Brian Hooks | Comedie            | film artistic |
| A U G U S T         | 9        | Escape from L.A.            | Paramount Pictures            | John Carpenter (regizor/scenariu); Debra Hill, Kurt Russell (scenariu); Kurt Russell, Stacy Keach, Steve Buscemi, Peter Fonda, Georges Corraface, Cliff Robertson, Michelle Forbes                                                                             | SF, Acțiune        | film artistic |
| A U G U S T         | 9        | Jack                        | Hollywood Pictures            | Francis Ford Coppola (regizor); James DeMonaco, Gary Nadeau (scenariu); Robin Williams, Diane Lane, Jennifer Lopez, Bill Cosby, Fran Drescher, Brian Kerwin | Comedie, Drama     | film artistic |
| A U G U S T         | 9        | Basquiat                    | Miramax Films                 | Julian Schnabel (regizor/scenariu); Lech J. Majewski, John Bowe (scenariu); Jeffrey Wright, David Bowie, Benicio del Toro, Dennis Hopper, Gary Oldman, Michael Wincott, Courtney Love, Claire Forlani, Parker Posey                                            | Biografic, Drama   | film artistic |
| A U G U S T         | 14       | House Arrest                | Metro-Goldwyn-Mayer           | Harry Winer (regizor); Michael Hitchcock (scenariu); Jamie Lee Curtis, Kevin Pollak, Jennifer Tilly, Christopher McDonald, Wallace Shawn, Jennifer Love Hewitt, Kyle Howard, Ray Walston                                                                       | Comedie            | film artistic |
| A U G U S T         | 16       | The Fan                     | TriStar Pictures              | Tony Scott (regizor); Phoef Sutton (scenariu); Robert De Niro, Wesley Snipes, Benicio del Toro, John Leguizamo, Patti D'Arbanville, Ellen Barkin | Thriller           | film artistic |
| A U G U S T         | 16       | Tin Cup                     | Warner Bros.                  | Ron Shelton (regizor/scenariu); John Norville (scenariu); Kevin Costner, Rene Russo, Don Johnson, Cheech Marin | Romance, Comedie   | film artistic |
| A U G U S T         | 16       | Alaska                      | Columbia Pictures             | Fraser Clarke Heston (regizor); Andy Burg, Scott Myers (scenariu); Thora Birch, Vincent Kartheiser, Dirk Benedict, Charlton Heston, Gordon Tootoosis | Aventură, Familie  | film artistic |
| A U G U S T         | 16       | Bordello of Blood           | Universal Studios             | Gilbert Adler (regizor/scenariu); A. L. Katz (scenariu); Dennis Miller, Erika Eleniak, Angie Everhart, Chris Sarandon, Corey Feldman, Aubrey Morris, Phil Fondacaro, John Kassir                                                                               | Comedie, Horror    | film artistic |
| A U G U S T         | 23       | The Island of Dr. Moreau    | New Line Cinema               | John Frankenheimer (regizor); Richard Stanley, Ron Hutchinson (scenariu); Marlon Brando, Val Kilmer, David Thewlis, Fairuza Balk | SF, Horror         | film artistic |
| A U G U S T         | 23       | Solo                        | Triumph Films                 | Norberto Barba (regizor); David L. Corley (scenariu); Mario Van Peebles, Barry Corbin, William Sadler, Adrien Brody, Demián Bichir | SF, Acțiune        | film artistic |
| A U G U S T         | 23       | A Very Brady Sequel         | Paramount Pictures            | Arlene Sanford (regizor); Harry Elfont, Deborah Kaplan (scenariu); Shelley Long, Gary Cole | Comedie            | film artistic |
| A U G U S T         | 23       | Carpool                     | Warner Bros.                  | Arthur Hiller (regizor); Mark Christopher, Don Rhymer (scenariu); David Paymer, Tom Arnold, Rhea Perlman, Rachael Leigh Cook, Rod Steiger | Comedie            | film artistic |
| A U G U S T         | 30       | First Kid                   | Walt Disney Pictures          | David M. Evans (regizor); Tim Kelleher (scenariu); Sinbad, Brock Pierce, Zachery Ty Bryan, James Naughton | Comedie            | film artistic |
| A U G U S T         | 30       | The Stupids                 | New Line Cinema               | John Landis (regizor); Brent Forrester (scenariu); Tom Arnold, Jessica Lundy, Bug Hall, Alex McKenna, Mark Metcalf, Bob Keeshan, Christopher Lee | Aventură, Comedie  | film artistic |
| A U G U S T         | 30       | The Crow: City of Angels    | Miramax Films/Dimension Films | Tim Pope (regizor); David S. Goyer (scenariu); Vincent Pérez, Mia Kirshner, Richard Brooks, Iggy Pop, Thuy Trang, Thomas Jane, Ian Dury | Acțiune            | film artistic |
| S E P T E M B R I E | 6        | Bogus                       | Warner Bros.                  | Norman Jewison (regizor); Alvin Sargent (scenariu); Whoopi Goldberg, Gérard Depardieu, Haley Joel Osment | Fantastic          | film artistic |
| S E P T E M B R I E | 6        | Bulletproof                 | Universal Studios             | Ernest R. Dickerson (regizor); Joe Gayton, Lewis Colick (scenariu); Damon Wayans, Adam Sandler, James Caan, Kristen Wilson, James Farentino | Acțiune, Comedie   | film artistic |
| S E P T E M B R I E | 13       | Maximum Risk                | Columbia Pictures             | Ringo Lam (regizor); Larry Ferguson (scenariu); Jean-Claude Van Damme, Natasha Henstridge, Jean-Hugues Anglade | Acțiune            | film artistic |
| S E P T E M B R I E | 13       | Fly Away Home               | Columbia Pictures             | Carroll Ballard (regizor); Bill Lishman, Robert Rodat, Vince McKewin (scenariu); Jeff Daniels, Anna Paquin, Dana Delany, Terry Kinney, Holter Graham, Jeremy Ratchford                                                                                         | Familie, Drama     | film artistic |
| S E P T E M B R I E | 13       | Feeling Minnesota           | Fine Line Features            | Steven Baigelman (regizor/scenariu); Keanu Reeves, Cameron Diaz, Vincent D'Onofrio, Delroy Lindo, Dan Aykroyd, Courtney Love, Tuesday Weld | Romance, Comedie   | film artistic |
| S E P T E M B R I E | 13       | The Rich Man's Wife         | Hollywood Pictures            | Amy Holden Jones (regizor/scenariu); Halle Berry, Peter Greene, Clive Owen, Christopher McDonald | Thriller           | film artistic |
| S E P T E M B R I E | 20       | The First Wives Club        | Paramount Pictures            | Hugh Wilson (regizor); Robert Harling, Paul Rudnick (scenariu); Goldie Hawn, Diane Keaton, Bette Midler, Victor Garber, Sarah Jessica Parker, Dan Hedaya, Marcia Gay Harden, Stephen Collins, Elizabeth Berkley, Stockard Channing, Maggie Smith               | Comedie            | film artistic |
| S E P T E M B R I E | 20       | Last Man Standing           | New Line Cinema               | Walter Hill (regizor); Walter Hill (scenariu); Bruce Willis, Christopher Walken, Bruce Dern | Istoric, Acțiune   | film artistic |
| S E P T E M B R I E | 27       | 2 Days in the Valley        | Metro-Goldwyn-Mayer           | John Herzfeld (regizor/scenariu); Danny Aiello, Jeff Daniels, Teri Hatcher, Glenne Headly, Marsha Mason, Paul Mazursky, James Spader, Eric Stoltz, Charlize Theron                                                                                             | Crime              | film artistic |
| S E P T E M B R I E | 27       | Extreme Measures            | Columbia Pictures             | Michael Apted (regizor); Tony Gilroy (scenariu); Hugh Grant, Gene Hackman, Sarah Jessica Parker, David Morse, Paul Guilfoyle, Debra Monk, J. K. Simmons | Thriller           | film artistic |

### Octombrie–decembrie
| Premiera          | Premiera | Title                           | Studio                       | Distribuție, echipă de producție | Genre                   | Medium                  |
| ----------------- | -------- | ------------------------------- | ---------------------------- | --- | ----------------------- | ----------------------- |
| O C T O M B R I E | 4        | That Thing You Do!              | 20th Century Fox             | Tom Hanks (regizor/scenariu); Tom Everett Scott, Liv Tyler, Johnathon Schaech, Steve Zahn, Ethan Embry, Tom Hanks | Muzical, Comedie        | film artistic           |
| O C T O M B R I E | 4        | The Glimmer Man                 | Warner Bros.                 | John Gray (regizor); Kevin Brodbin (scenariu); Steven Seagal, Keenen Ivory Wayans, Bob Gunton, Brian Cox, Michelle Johnson | Acțiune                 | film artistic           |
| O C T O M B R I E | 4        | Bound                           | Gramercy Pictures            | Andy Wachowski, Larry Wachowski (regizor/scenariu); Gina Gershon, Jennifer Tilly, Joe Pantoliano, Christopher Meloni | Crime, Thriller         | film artistic           |
| O C T O M B R I E | 11       | The Ghost and the Darkness      | Paramount Pictures           | Stephen Hopkins (regizor); William Goldman (scenariu); Michael Douglas, Val Kilmer, John Kani, Bernard Hill, Tom Wilkinson, Brian McCardie, Emily Mortimer | Aventură, Horror        | film artistic           |
| O C T O M B R I E | 11       | The Long Kiss Goodnight         | New Line Cinema              | Renny Harlin (regizor); Shane Black (scenariu); Geena Davis, Samuel L. Jackson, Patrick Malahide, Craig Bierko, Brian Cox | Acțiune, Thriller       | film artistic           |
| O C T O M B R I E | 11       | The Chamber                     | Universal Studios            | James Foley (regizor); William Goldman, Chris Reese (scenariu); Chris O'Donnell, Gene Hackman, Faye Dunaway, Lela Rochon, Robert Prosky, Raymond J. Barry, Shannon Griffith, David Marshall Grant | Drama, Thriller         | film artistic           |
| O C T O M B R I E | 11       | Michael Collins                 | Warner Bros.                 | Neil Jordan (regizor/scenariu); Liam Neeson, Aidan Quinn, Stephen Rea, Alan Rickman, Julia Roberts, Brendan Gleeson | Biografic               | film artistic           |
| O C T O M B R I E | 16       | Get on the Bus                  | Columbia Pictures            | Spike Lee (regizor); Ossie Davis, Isaiah Washington, Andre Braugher, Charles S. Dutton, Roger Guenveur Smith, Bernie Mac | Drama                   | film artistic           |
| O C T O M B R I E | 18       | Sleepers                        | Warner Bros.                 | Barry Levinson (regizor/scenariu); Kevin Bacon, Robert De Niro, Vittorio Gassman, Dustin Hoffman, Jason Patric, Brad Pitt, Brad Renfro, Minnie Driver, Terry Kinney | Drama                   | film artistic           |
| O C T O M B R I E | 25       | The Associate                   | Hollywood Pictures           | Donald Petrie (regizor); Nick Thiel (scenariu); Whoopi Goldberg, Dianne Wiest, Tim Daly, Bebe Neuwirth | Comedie                 | film artistic           |
| O C T O M B R I E | 25       | High School High                | TriStar Pictures             | Hart Bochner (regizor); David Zucker, Robert LoCash, Pat Proft (scenariu); Jon Lovitz, Tia Carrere, Mekhi Phifer, Malinda Williams, Brian Hooks, Natasha Gregson Wagner, John Neville, Louise Fletcher | Comedie                 | film artistic           |
| O C T O M B R I E | 25       | Thinner                         | Paramount Pictures           | Tom Holland (regizor/scenariu); Michael McDowell (scenariu); Robert John Burke, Joe Mantegna, Lucinda Jenney, Michael Constantine, Kari Wuhrer, Bethany Joy Lenz | Horror                  | film artistic           |
| N O I E M B R I E | 1        | Romeo + Juliet                  | 20th Century Fox             | Baz Luhrmann (regizor/scenariu); Craig Pearce (scenariu); Leonardo DiCaprio, Claire Danes, Brian Dennehy, John Leguizamo, Vondie Curtis Hall, Pete Postlethwaite, Paul Sorvino, Diane Venora, Miriam Margolyes, Paul Rudd, Jesse Bradford, Harold Perrineau, Dash Mihok, Christina Pickles                                 | Romance, Drama          | film artistic           |
| N O I E M B R I E | 1        | Dear God                        | Paramount Pictures           | Garry Marshall (regizor); Warren Leight, Ed Kaplan (scenariu); Greg Kinnear, Laurie Metcalf, Maria Pitillo, Tim Conway, Héctor Elizondo, Jon Seda, Roscoe Lee Browne | Comedie                 | film artistic           |
| N O I E M B R I E | 1        | Larger Than Life                | United Artists               | Howard Franklin (regizor); Roy Blount, Jr. (scenariu); Bill Murray, Jeremy Piven, Janeane Garofalo, Pat Hingle, Linda Fiorentino, Matthew McConaughey | Comedie                 | film artistic           |
| N O I E M B R I E | 1        | Bad Moon                        | Warner Bros.                 | Eric Red (regizor/scenariu); Michael Paré, Mariel Hemingway, Mason Gamble | Horror                  | film artistic           |
| N O I E M B R I E | 8        | Ransom                          | Touchstone Pictures          | Ron Howard (regizor); Richard Price, Alexander Ignon (scenariu); Mel Gibson, Rene Russo, Gary Sinise, Delroy Lindo, Liev Schreiber | Crime, Thriller         | film artistic           |
| N O I E M B R I E | 10       | Set It Off                      | New Line Cinema              | F. Gary Gray (regizor); Takashi Bufford, Kate Lanier (scenariu); Jada Pinkett Smith, Queen Latifah, Vivica A. Fox, Kimberly Elise, John C. McGinley, Blair Underwood | Crime                   | film artistic           |
| N O I E M B R I E | 15       | Space Jam                       | Warner Bros.                 | Joe Pytka (regizor); Leo Benvenuti, Steve Rudnick, Timothy Harris, Herschel Weingrod (scenariu); Michael Jordan, Wayne Knight, Theresa Randle, Danny DeVito | Comedie, Sportiv        | film artistic/ animație |
| N O I E M B R I E | 15       | The Mirror Has Two Faces        | TriStar Pictures             | Barbra Streisand (regizor); Richard LaGravenese (scenariu); Barbra Streisand, Jeff Bridges, Lauren Bacall, George Segal, Mimi Rogers, Pierce Brosnan, Brenda Vaccaro | Romance, Comedie, Drama | film artistic           |
| N O I E M B R I E | 15       | The English Patient             | Miramax Films                | Anthony Minghella (regizor/scenariu); Ralph Fiennes, Juliette Binoche, Colin Firth, Kristin Scott Thomas, Willem Dafoe | Drama, Istoric          | film artistic           |
| N O I E M B R I E | 22       | Jingle All the Way              | 20th Century Fox             | Brian Levant (regizor); Randy Kornfield (scenariu); Arnold Schwarzenegger, Sinbad, Phil Hartman, Rita Wilson, Robert Conrad, Jake Lloyd, James Belushi | Comedie                 | film artistic           |
| N O I E M B R I E | 22       | Star Trek: First Contact        | Paramount Pictures           | Jonathan Frakes (regizor); Brannon Braga, Ronald D. Moore (scenariu); Patrick Stewart, Jonathan Frakes, Brent Spiner, LeVar Burton, Michael Dorn, Gates McFadden, Marina Sirtis, Alfre Woodard, James Cromwell, Alice Krige                                                                                                | SF                      | film artistic           |
| N O I E M B R I E | 27       | 101 Dalmatians                  | Walt Disney Pictures         | Stephen Herek (regizor); John Hughes (scenariu); Glenn Close, Jeff Daniels, Joely Richardson, Joan Plowright | Comedie                 | film artistic           |
| N O I E M B R I E | 27       | Sling Blade                     | Miramax Films                | Billy Bob Thornton (regizor/scenariu); Billy Bob Thornton, Dwight Yoakam, J. T. Walsh, John Ritter, Lucas Black, Robert Duvall | Drama                   | film artistic           |
| D E C E M B R I E | 6        | Daylight                        | Universal Studios            | Rob Cohen (regizor); Leslie Bohem (scenariu); Sylvester Stallone, Amy Brenneman, Viggo Mortensen, Dan Hedaya, Jay O. Sanders, Karen Young, Claire Bloom, Danielle Harris, Barry Newman, Stan Shaw | Acțiune, Drama          | film artistic           |
| D E C E M B R I E | 13       | Jerry Maguire                   | TriStar Pictures             | Cameron Crowe (regizor/scenariu); Tom Cruise, Cuba Gooding, Jr., Renée Zellweger, Kelly Preston, Jerry O'Connell, Jay Mohr, Regina King, Bonnie Hunt | Sportiv, Comedie, Drama | film artistic           |
| D E C E M B R I E | 13       | Mars Attacks!                   | Warner Bros.                 | Tim Burton (regizor); Jonathan Gems (scenariu); Jack Nicholson, Glenn Close, Annette Bening, Pierce Brosnan, Danny DeVito, Martin Short, Sarah Jessica Parker, Michael J. Fox, Tom Jones, Natalie Portman, Lukas Haas, Rod Steiger, Jim Brown, Joe Don Baker, Paul Winfield, Pam Grier, Christina Applegate, Sylvia Sidney | SF, Comedie, Spoof      | film artistic           |
| D E C E M B R I E | 13       | The Preacher's Wife             | Touchstone Pictures          | Penny Marshall (regizor); Robert E. Sherwood, Nat Mauldin, Allan Scott (scenariu); Denzel Washington, Whitney Houston, Courtney B. Vance, Gregory Hines, Jenifer Lewis, Loretta Devine | Familie                 | film artistic           |
| D E C E M B R I E | 20       | Scream                          | Dimension Films              | Wes Craven (regizor); Kevin Williamson (scenariu); David Arquette, Neve Campbell, Courteney Cox, Matthew Lillard, Rose McGowan, Skeet Ulrich, Drew Barrymore | Thriller                | film artistic           |
| D E C E M B R I E | 20       | Beavis and Butt-Head Do America | Paramount Pictures           | Mike Judge (regizor/scenariu); Yvette Kaplan (regizor); Joe Stillman (scenariu); Mike Judge, Demi Moore, Bruce Willis, Robert Stack, Cloris Leachman | Comedie, Aventură       | animație                |
| D E C E M B R I E | 20       | One Fine Day                    | 20th Century Fox             | Michael Hoffman (regizor); Terrel Seltzer, Ellen Simon (scenariu); Michelle Pfeiffer, George Clooney, Alex D. Linz, Mae Whitman | Romance, Comedie        | film artistic           |
| D E C E M B R I E | 20       | My Fellow Americans             | Warner Bros.                 | Warner Bros. (regizor); Jack Kaplan, Richard Chapman, Peter Tolan (scenariu); Jack Lemmon, James Garner, Dan Aykroyd, John Heard, Wilford Brimley, Bradley Whitford, Sela Ward, Lauren Bacall | Comedie                 | film artistic           |
| D E C E M B R I E | 20       | Ghosts of Mississippi           | Columbia Pictures            | Rob Reiner (regizor); Lewis Colick (scenariu); Alec Baldwin, Whoopi Goldberg, James Woods | Drama                   | film artistic           |
| D E C E M B R I E | 25       | The Evening Star                | Paramount Pictures           | Robert Harling (regizor); Larry McMurtry, Robert Harling (scenariu); Shirley MacLaine, Bill Paxton, Juliette Lewis, Miranda Richardson, George Newbern, Mackenzie Astin, Scott Wolf, Ben Johnson, Donald Moffat, Marion Ross                                                                                               | Drama                   | film artistic           |
| D E C E M B R I E | 25       | Michael                         | New Line Cinema/Warner Bros. | Nora Ephron (regizor/scenariu); Delia Ephron, Peter Dexter (scenariu); John Travolta, Andie MacDowell, William Hurt, Bob Hoskins, Robert Pastorelli, Jean Stapleton | Fantastic               | film artistic           |
| D E C E M B R I E | 25       | The People vs. Larry Flynt      | Columbia Pictures            | Miloš Forman (regizor); Scott Alexander, Larry Karaszewski (scenariu); Woody Harrelson, Courtney Love, Edward Norton | Biografic, Drama        | film artistic           |
| D E C E M B R I E | 27       | Evita                           | Hollywood Pictures           | Alan Parker (regizor/scenariu); Oliver Stone (scenariu); Madonna, Antonio Banderas, Jonathan Pryce, Jimmy Nail | Muzical, Drama          | film artistic           |

## Filme notabile lansate în 1996
Dacă nu este precizat, filmul este american. 
#
- 2 Days in the Valley, cu Jeff Daniels, James Spader, Eric Stoltz, Teri Hatcher, Marsha Mason, Charlize Theron
- 101 Dalmatians, regizat de Stephen Herek, cu Glenn Close, Jeff Daniels, Joely Richardson, Joan Plowright, Hugh Laurie

### A-D
A
- The Adventures of Pinocchio, regizat de Steve Barron, cu Jonathan Taylor Thomas, Martin Landau, Udo Kier, Rob Schneider, Dawn French - (Marea Britanie/SUA)
- Alaska, cu Thora Birch, Vincent Kartheiser, Dirk Benedict, Charlton Heston
- All Dogs Go to Heaven 2, voci:  Charlie Sheen, Dom DeLuise, Ernest Borgnine, Charles Nelson Reilly, Sheena Easton
- American Buffalo, cu Dustin Hoffman, Dennis Franz, Sean Nelson
- Andersonville, regizat de John Frankenheimer, cu Jarrod Emick și Frederic Forrest
- Another Mother (De Nieuwe Moeder) - (Olanda/Estonia)
- The Apartment, cu Vincent Cassel și Monica Bellucci - (France)
- The Arrival, cu Charlie Sheen - (SUA/Mexic)
- The Associate, cu Whoopi Goldberg, Dianne Wiest, Tim Daly
- August, cu Anthony Hopkins - (Marea Britanie/SUA)
- Avvai Shanmughi - (India)

B
- Bad Moon, cu Mariel Hemingway și Michael Paré
- The Bandit (Eskiya) - (Turcia)
- Barb Wire, cu Pamela Anderson
- Basquiat, cu Jeffrey Wright și David Bowie
- Bastard Out of Carolina, regizat de Anjelica Huston, cu Jennifer Jason Leigh
- Beautiful Girls, cu Matt Dillon, Timothy Hutton, Natalie Portman, Uma Thurman, Rosie O'Donnell, Mira Sorvino
- Beautiful Thing - (Marea Britanie)
- Beavis and Butt-Head Do America, regizat de Mike Judge, voci: Bruce Willis, Demi Moore, Cloris Leachman, Robert Stack, David Letterman
- Bed of Roses, cu Christian Slater și Mary Stuart Masterson
- Before and After, cu Meryl Streep, Liam Neeson, Edward Furlong
- Besos en la Frente (Kisses on the Forehead) - (Argentina)
- Beyond Hypothermia (Sip si 32 dou) - (Hong Kong)
- Beyond Silence (Jenseits der Stille) - (Germania)
- Big Bullet (Chong feng dui nu huo jie tou) - (Hong Kong)
- Big Bully, cu Tom Arnold și Rick Moranis
- Big Night, cu Stanley Tucci, Tony Shalhoub, Ian Holm, Isabella Rossellini, Minnie Driver, Marc Anthony
- The Birdcage, regizat de Mike Nichols, cu Robin Williams, Nathan Lane, Gene Hackman, Dianne Wiest
- Black Sheep, cu Chris Farley și David Spade
- Blind Date, regizat de Theo van Gogh - (Olanda)
- Blood and Wine, regizat de Bob Rafelson, cu Jack Nicholson, Judy Davis, Michael Caine, Stephen Dorff, Jennifer Lopez
- Blood Brothers, cu Bruce Springsteen și The E Street Band
- Bogus, regizat de Norman Jewison, cu Whoopi Goldberg, Gérard Depardieu, Haley Joel Osment, Nancy Travis
- Bottle Rocket, regizat de Wes Anderson, cu Owen Wilson și Luke Wilson
- La Bouche de Jean-Pierre (a.k.a. Parental Guidance) - (France)
- Bound, regizat de The Wachowski Brothers, cu Gina Gershon și Jennifer Tilly
- The Boy Who Stopped Talking (De Jongen Die niet meer Praatte) - (Olanda)
- Box of Moonlight, cu John Turturro și Sam Rockwell
- The Boy from Mercury, cu Rita Tushingham și Tom Courtenay - (Irlanda)
- Brain Candy (a.k.a. Kids in the Hall) - (Canada)
- Brassed Off, cu Pete Postlethwaite, Tara Fitzgerald, Ewan McGregor - (Marea Britanie)
- Breaking the Waves, regizat de Lars von Trier, cu Emily Watson și Stellan Skarsgård - (Denmark)
- Brilliant Lies, cu Gia Carides și Anthony LaPaglia - (Australia)
- Broken Arrow, regizat de John Woo, cu John Travolta, Christian Slater, Samantha Mathis, Howie Long, Delroy Lindo
- Broken English - (Noua Zeelandă)
- Buenos Aires Vice Versa - (Argentina/Olanda)
- Bullet, cu Mickey Rourke și Tupac Shakur
- Bulletproof, cu Damon Wayans, Adam Sandler, James Caan

C
- The Cable Guy, regizat de Ben Stiller, cu Jim Carrey și Matthew Broderick
- Camping Cosmos - (Belgium)
- Carla's Song, regizat de Ken Loach, cu Robert Carlyle - (Marea Britanie)
- Carpool, cu Tom Arnold și David Paymer
- Carried Away, cu Dennis Hopper și Amy Irving
- Caught, cu Edward James Olmos și María Conchita Alonso
- Celtic Pride, cu Dan Aykroyd, Daniel Stern și Damon Wayans
- Chain Reaction, cu Keanu Reeves, Morgan Freeman, Rachel Weisz, Fred Ward
- The Chamber, regizat de James Foley, cu Chris O'Donnell și Gene Hackman
- A Chef in Love (Shekvarebuli kulinaris ataserti retsepti) - (Georgia)
- Christmas Every Day
- Chronicle of a Disappearance (Segell Ikhtifa) - (Palestina)
- Citizen Ruth, regizat de Alexander Payne, cu Laura Dern
- City Hall, regizat de Harold Becker, cu Al Pacino, John Cusack, Bridget Fonda, Danny Aiello, Martin Landau
- Clando (Clandestine) - (Camerun)
- Color of a Brisk and Leaping Day, cu Henry Gibson
- Comrades: Almost a Love Story (Tian mi mi), cu Maggie Cheung - (Hong Kong), premii: Hong Kong Film Award și Golden Space Needle
- Conspirators of Pleasure (Spiklenci slasti) - (Czech Republic)
- Cosmic Voyage, narat de Morgan Freeman
- Courage Under Fire, regizat de Edward Zwick, cu Denzel Washington, Meg Ryan, Matt Damon, Lou Diamond Phillips
- The Craft, cu Robin Tunney, Fairuza Balk, Neve Campbell, Rachel True
- Crash, regizat de David Cronenberg, cu James Spader și Holly Hunter - (Canada/Marea Britanie)
- Crocodile (Ag-o) - (Coreea de Sud)
- The Crucible, cu Daniel Day-Lewis, Winona Ryder, Joan Allen, Paul Scofield

D
- D3: The Mighty Ducks, cu Emilio Estevez
- Daddy's Girl, cu William Katt
- The Day a Pig Fell into the Well (Daijiga umule pajinnal) - (Coreea de Sud)
- Daylight, cu Sylvester Stallone și Amy Brenneman
- Dear God, cu Greg Kinnear, Laurie Metcalf, Tim Conway
- Deep Crimson (Profundo Carmesí) - (Mexic)
- The Dentist, cu Corbin Bernsen și Molly Hagan
- Devil's Island (Djöflaeyjan) - (Islanda)
- Diabolique, cu Sharon Stone, Isabelle Adjani, Chazz Palminteri, Kathy Bates
- Different for Girls, cu Rupert Graves și Steven Mackintosh - (Marea Britanie/Franța)
- The Disappearance of Finbar, cu Jonathan Rhys Meyers - (Irlanda/Suedia/Marea Britanie)
- Doctor Who
- Don't Be a Menace to South Central While Drinking Your Juice in the Hood, cu Marlon Wayans și Shawn Wayans
- Down Periscope, cu Kelsey Grammer, Lauren Holly, Rob Schneider, Rip Torn, Bruce Dern
- Dragonheart, cu Dennis Quaid și Sean Connery - (Marea Britanie/SUA)
- The Dress (De jurk) - (Olanda)
- Drifting Clouds (Kauas pilvet karkaavat), regizat de Aki Kaurismäki - (Finlanda)
- Dunston Checks In, cu Jason Alexander, Faye Dunaway, Rupert Everett, Eric Lloyd, Glenn Shadix
- Dying to Go Home (Mortinho por Chegar a Casa) - (Portugalia)

### E-K
E
- Earth (Tierra) - (Spania)
- East Palace, West Palace (Dong gong xi gong), regizat de Zhang Yuan - (China)
- Eddie, regizat de Steve Rash, cu Whoopi Goldberg, Frank Langella, Dennis Farina
- Edipo Alcalde (Oedipus Mayor) - (Columbia)
- The Eighth Day (Le Huitième Jour), cu Daniel Auteuil - (Belgia)
- Element of Doubt, cu Nigel Havers și Gina McKee - (Marea Britanie)
- Emma, cu Gwyneth Paltrow - (Marea Britanie/SUA)
- The Emperor's Shadow (Qin Song) - (China)
- The English Patient, regizat de Anthony Minghella, cu Ralph Fiennes și Juliette Binoche - (Marea Britanie/SUA) - Academy and Golden Globe (drama) Awards for Best Picture
- Entertaining Angels: The Dorothy Day Story, cu Moira Kelly
- Eraser, cu Arnold Schwarzenegger, James Caan, Vanessa Williams
- Escape from L.A., a.k.a. John Carpenter's Escape from L.A., cu Kurt Russell, Steve Buscemi, Stacy Keach, Pam Grier
- The Evening Star, cu Shirley MacLaine, Juliette Lewis, Miranda Richardson, Bill Paxton
- Everyone Says I Love You, regizat de Woody Allen, cu Allen, Edward Norton, Drew Barrymore, Tim Roth, Alan Alda, Goldie Hawn, Julia Roberts
- Evita, regizat de Alan Parker, cu Madonna, Antonio Banderas, Jonathan Pryce - Golden Globe for Best Picture (Musical or Comedy)
- Executive Decision, cu Kurt Russell, Steven Seagal, Halle Berry, John Leguizamo, Oliver Platt
- Éxtasis, cu Javier Bardem - (Spania)
- Extreme Measures, cu Gene Hackman și Hugh Grant
- Eye for an Eye, cu Sally Field, Kiefer Sutherland, Ed Harris

F
- Faithful, cu Cher, Chazz Palminteri, Ryan O'Neal
- The Fan, regizat de Tony Scott, cu Robert De Niro, Wesley Snipes, Benicio del Toro, Ellen Barkin
- Fargo, scris și regizat de Joel and Ethan Coen, cu Frances McDormand, William H. Macy, Steve Buscemi
- Fear, cu Mark Wahlberg, Reese Witherspoon, William Petersen, Alyssa Milano, Amy Brenneman
- Feeling Minnesota, cu Keanu Reeves, Cameron Diaz, Vincent D'Onofrio, Dan Aykroyd
- Festival (Chukje) - (Coreea de Sud)
- Few of Us (Mūsų nedaug) - (Lituania)
- Fine Powder (Picado fino) - (Argentina)
- Fire by Deepa Mehta, cu Shabana Azmi și Nandita Das - (Canada/India)
- The First Wives Club, cu Goldie Hawn, Diane Keaton, Bette Midler
- Five Days, Five Nights (Cinco Dias, Cinco Noites) - (Portugalia)
- Fled, cu Laurence Fishburne și Stephen Baldwin
- Flipper, cu Elijah Wood și Paul Hogan
- Flirting with Disaster, cu Ben Stiller, Patricia Arquette, Téa Leoni, Alan Alda, Mary Tyler Moore, George Segal, Lily Tomlin
- Floating Life - (Australia)
- Fly Away Home, cu Jeff Daniels, Anna Paquin, Dana Delany
- Follow Me Home, cu Alfre Woodard
- Forbidden City Cop (Dai lap mat tam 008) - (Hong Kong)
- Foreign Land (Terra Estrangeira) - (Brazil/Portugal)
- Foxfire, cu Angelina Jolie
- Freeway, cu Kiefer Sutherland, Reese Witherspoon, Brooke Shields
- The Frighteners, regizat de Peter Jackson, cu Michael J. Fox - (SUA/Noua Zeelandă films||Noua Zeelandă)
- From Dusk Till Dawn, regizat de Robert Rodriguez, cu George Clooney, Quentin Tarantino, Harvey Keitel, Juliette Lewis
- The Funeral, regizat de Abel Ferrara, cu Christopher Walken, Chris Penn, Annabella Sciorra, Isabella Rossellini

G
- Gabbeh - (Iran)
- Gamera 2: Attack of Legion (Gamera Tsū: Region Shūrai) - (Japan)
- Get on the Bus, regizat de Spike Lee
- Ghatak: Lethal, cu Sunny Deol - (India)
- The Ghost and the Darkness, cu Val Kilmer și Michael Douglas
- Ghosts of Mississippi, regizat de Rob Reiner, cu Alec Baldwin, Whoopi Goldberg, James Woods
- Girl 6, regizat de Spike Lee, cu Theresa Randle, Spike Lee and Isaiah Washington
- The Glimmer Man, cu Steven Seagal și Keenen Ivory Wayans
- Glory Daze, cu Ben Affleck și Alyssa Milano
- The God of Cookery (Shíshén), cu Stephen Chow - (Hong Kong)
- Goodbye South, Goodbye (Nánguó Zaìjiàn, Nánguó) - (Taiwan)
- Gotti, cu Armand Assante și Anthony Quinn
- Grace of My Heart, cu Illeana Douglas, Matt Dillon, Eric Stoltz, John Turturro
- Gray's Anatomy, regizat de Steven Soderbergh, cu Spalding Gray
- The Great White Hype, cu Damon Wayans, Jeff Goldblum, Samuel L. Jackson, Peter Berg

H
- Hamlet, regizat de and starring Kenneth Branagh with Julie Christie și Derek Jacobi - (Marea Britanie/SUA)
- Hamsun, cu Max von Sydow - (Norway/Denmark/Sweden)
- Happy Gilmore, regizat de Dennis Dugan, cu Adam Sandler, Christopher McDonald, Julie Bowen, Carl Weathers
- Hard Core Logo - (Canada)
- Hard Eight, regizat de P. T. Anderson, cu Philip Baker Hall, John C. Reilly, Samuel L. Jackson, Gwyneth Paltrow
- Harriet The Spy, cu Michelle Trachtenberg și Rosie O'Donnell
- Heaven's Prisoners, regizat de Phil Joanou, cu Alec Baldwin, Kelly Lynch, Teri Hatcher, Eric Roberts, Mary Stuart Masterson
- High School High, cu Jon Lovitz
- House Arrest, cu Jamie Lee Curtis, Kevin Pollak, Jennifer Tilly, Jennifer Love Hewitt
- How the War Started on My Island (Kako je počeo rat na mom otoku) - (Croatia)
- The Hunchback of Notre Dame, regizat de Gary Trousdale și Kirk Wise, cu Tom Hulce, Demi Moore, Kevin Kline, Tony Jay, Jason Alexander, Charles Kimbrough, Mary Wickes, Paul Kandel, David Ogden Stiers
- The Hunters (Jägarna) - (Sweden)
- Hype!

I
- If Lucy Fell, regizat de and starring Eric Schaeffer, with Sarah Jessica Parker și Elle Macpherson
- If These Walls Could Talk, cu Cher, Demi Moore, Sissy Spacek
- I Shot Andy Warhol, cu Lili Taylor și Jared Harris
- I'm Not Rappaport, regizat de Herb Gardner, cu Walter Matthau, Ossie Davis, Amy Irving, Martha Plimpton, Craig T. Nelson
- In Love and War, cu Sandra Bullock și Chris O'Donnell
- Independence Day, regizat de Roland Emmerich, cu Will Smith, Bill Pullman, Mary McDonnell, Jeff Goldblum
- Indian - (India)
- Infinity, regizat de and starring Matthew Broderick, with Patricia Arquette
- Intimate Relations, cu Julie Walters - (Canada/Marea Britanie)
- Irma Vep, cu Maggie Cheung și Jean-Pierre Léaud - (France)
- The Island of Dr. Moreau, cu Marlon Brando și Val Kilmer
- It's My Party, cu Eric Roberts, Gregory Harrison, Margaret Cho, Marlee Matlin, Olivia Newton-John

J
- Jack, regizat de Francis Ford Coppola, cu Robin Williams, Diane Lane, Brian Kerwin, Jennifer Lopez, Fran Drescher, Bill Cosby
- James and the Giant Peach, regizat de Henry Selick, cu Miriam Margolyes, Joanna Lumley, Pete Postlethwaite and introducing Paul Terry - (Marea Britanie/SUA)
- Jane Eyre, regizat de Franco Zeffirelli, cu Charlotte Gainsbourg, William Hurt - (Italy/SUA/Marea Britanie)
- Jerry Maguire, written and regizat de Cameron Crowe, cu Tom Cruise, Cuba Gooding, Jr., Renée Zellweger, Jay Mohr, Jonathan Lipnicki
- Jingle All the Way, cu Arnold Schwarzenegger
- Joe's Apartment, cu Jerry O'Connell și Megan Ward, voices by Billy West, animation regizat de Chris Wedge
- Jude, cu Christopher Eccleston și Kate Winslet - (Marea Britanie)
- The Juror, cu Demi Moore, Alec Baldwin, James Gandolfini, Joseph Gordon-Levitt

K
- Kaalapani (Black Water), cu Mohanlal și Tabu - (India)
- Kansas City, regizat de Robert Altman, cu Jennifer Jason Leigh, Miranda Richardson, Harry Belafonte
- Khamoshi: The Musical (Silence) - (India)
- Kids Return (Kizzu Ritān), regizat de Takeshi Kitano - (Japan)
- The King of Masks (Biàn Liǎn) - (China)
- Kingpin, regizat de the Farrelly Brothers, cu Woody Harrelson, Randy Quaid, Bill Murray, Vanessa Angel
- Kolya, regizat de Jan Svěrák - (Czech Republic) - Academy and Golden Globe Awards for Best Foreign Language Film

### L-Q
L
- Larger than Life, cu Bill Murray
- Last Dance, cu Sharon Stone și Rob Morrow
- The Last Days of Frankie the Fly, cu Dennis Hopper, Kiefer Sutherland, Michael Madsen, Daryl Hannah
- Last Man Standing, regizat de Walter Hill, cu Bruce Willis și Christopher Walken
- Leila - (Iran)
- Libertarias (Freedom Fighters) - (Spain)
- Lilies - (Canada)
- Lone Star, regizat de John Sayles, cu Matthew McConaughey, Chris Cooper, Joe Morton, Kris Kristofferson
- Long Day's Journey into Night - (Canada)
- The Long Kiss Goodnight, cu Geena Davis și Samuel L. Jackson
- Looking for Richard, regizat de and starring Al Pacino
- Lost and Found (Tian ya hai jiao) - (Hong Kong)
- Love Is All There Is, cu Joseph Bologna, Renée Taylor, Lainie Kazan
- Love Serenade, cu Miranda Otto - (Australia)

M
- Mad Dog Time, regizat de Larry Bishop, cu Jeff Goldblum, Richard Dreyfuss, Ellen Barkin, Diane Lane, Gabriel Byrne
- Mahjong - (Taiwan)
- The Making of the Mahatma - (India/South Africa)
- Malicious, cu Molly Ringwald
- Manny & Lo, cu Scarlett Johansson
- Mars Attacks!, regizat de Tim Burton, cu Jack Nicholson, Annette Bening, Glenn Close, Rod Steiger, Pierce Brosnan, Michael J. Fox, Sarah Jessica Parker
- Marvin's Room, cu Meryl Streep, Diane Keaton, Leonardo DiCaprio, Robert De Niro
- Mary Reilly, regizat de Stephen Frears, cu Julia Roberts și John Malkovich
- Matilda, cu Mara Wilson, Danny DeVito, Rhea Perlman, Embeth Davidtz, Pam Ferris
- Maximum Risk, cu Jean-Claude Van Damme și Natasha Henstridge
- Michael, regizat de Nora Ephron, cu John Travolta, Andie MacDowell, William Hurt
- Michael Collins, regizat de Neil Jordan, cu Liam Neeson, Aidan Quinn, Stephen Rea, Alan Rickman, Julia Roberts - (Irlanda/Marea Britanie) - Golden Lion award
- Microcosmos (Microcosmos: Le peuple de l'herbe) - (France/Switzerland/Italy)
- The Mirror Has Two Faces, regizat de and starring Barbra Streisand, with Jeff Bridges, Pierce Brosnan, Mimi Rogers, Lauren Bacall
- Mission: Impossible, regizat de Brian De Palma, cu Tom Cruise, Kristin Scott Thomas, Ving Rhames, Vanessa Redgrave, Jon Voight, Jean Reno
- Moll Flanders, cu Robin Wright și Morgan Freeman
- Mossane - (Senegal)
- Mother, regizat de and starring Albert Brooks, with Debbie Reynolds, Rob Morrow, Lisa Kudrow
- Mother Night, cu Nick Nolte
- Mr. Holland's Opus, cu Richard Dreyfuss, Glenne Headly, Olympia Dukakis, William H. Macy, Jay Thomas
- Mr. Wrong, cu Ellen DeGeneres și Bill Pullman
- Mulholland Falls, regizat de Lee Tamahori, cu Nick Nolte, Melanie Griffith, Jennifer Connelly, Chazz Palminteri, John Malkovich, Treat Williams
- Multiplicity, regizat de Harold Ramis, cu Michael Keaton și Andie MacDowell
- Muppet Treasure Island, regizat de Brian Henson, cu Tim Curry, Billy Connolly, Jennifer Saunders, Kevin Bishop
- My Fellow Americans, cu Jack Lemmon, James Garner, Dan Aykroyd, Lauren Bacall
- My Man (Mon Homme), regizat de Bertrand Blier - (France)
- My Sex Life... or How I Got into an Argument (Comment je me suis disputé...ou Ma vie sexuelle) - (France)
- Mystery Science Theater 3000: The Movie, featuring This Island Earth

N
- Nénette et Boni - (France)
- Ninne Pelladata - (India)
- North Star, cu James Caan, Christopher Lambert, Catherine McCormack
- The Nutty Professor, regizat de Tom Shadyac, cu Eddie Murphy

O
- The Ogre (Der Unhold), regizat de Volker Schlöndorff, cu John Malkovich și Armin Mueller-Stahl - (Germania)
- Once Upon a Time in Triad Society (Wong kit cha 'fit' yan) - (Hong Kong)
- One Fine Day, cu Michelle Pfeiffer și George Clooney
- Original Gangstas, cu Jim Brown și Pam Grier
- The Other Side of Sunday (Søndagsengler) - (Norway)

P-Q
- Paradise Lost: The Child Murders at Robin Hood Hills (1996 National Board of Review Best Documentary, 1997 Peabody Award)
- Pedar - (Iran)
- The People vs. Larry Flynt, regizat de Miloš Forman, cu Woody Harrelson, Courtney Love, Edward Norton - Golden Bear award (for 1997)
- A Petal (Kkonnip) - (Coreea de Sud)
- The Phantom, cu Billy Zane, Treat Williams, Kristy Swanson, Catherine Zeta-Jones, James Remar, Patrick McGoohan - (SUA/Australia)
- Phenomenon, cu John Travolta, Kyra Sedgwick, Robert Duvall, Forest Whitaker
- Pie in the Sky, cu Josh Charles, Anne Heche, Christine Lahti, John Goodman
- Picnic (Pikunikku) - (Japan)
- The Pillow Book, regizat de Peter Greenaway, cu Vivian Wu, Ewan McGregor, Ken Ogata - (Marea Britanie/France/Olanda)
- Police Story 4: First Strike (Ging chaat goo si 4: Ji gaan daan yam mo), cu Jackie Chan - (Hong Kong)
- Ponette - (France)
- The Portrait of a Lady, regizat de Jane Campion, cu Nicole Kidman și John Malkovich
- The Preacher's Wife, regizat de Penny Marshall, cu Denzel Washington, Whitney Houston, Courtney B. Vance
- Pretty Village, Pretty Flame (Lepa sela lepo gore) - (Yugoslavia)
- Primal Fear, regizat de Gregory Hoblit, cu Richard Gere, Laura Linney, Edward Norton
- Prisoner of the Mountains (Kavkazskiy plennik) - (Russia/Kazakhstan)
- Private Confessions (Enskilda samtal), regizat de Liv Ullmann - (Sweden)
- La Promesse (The Promise) - (Belgium)
- Pusher - (Denmark)
- The Quest, cu Jean-Claude Van Damme, Roger Moore
- The Quiet Room - (Australia)

### R-Z
R
- Race the Sun, cu Halle Berry și James Belushi
- Ransom, regizat de Ron Howard, cu Mel Gibson, Rene Russo, Gary Sinise, Liev Schreiber, Delroy Lindo
- Revive! Ultraman (Yomigaere! Urutoraman) - (Japan)
- Ridicule, regizat de Patrice Leconte, cu Fanny Ardant, Judith Godrèche - (France)
- The Rock, regizat de Michael Bay, cu Nicolas Cage, Sean Connery, Ed Harris
- The Rolling Stones Rock and Roll Circus, regizat de Michael Lindsay-Hogg - (Marea Britanie)
- Romeo + Juliet, regizat de Baz Luhrmann, cu Leonardo DiCaprio și Claire Danes
- Rupan Sansei: Dead or Alive (Rupan Sansei: Deddo oa Araibu) - (Japan)

S
- Sacred Silence (Pianese Nunzio, 14 anni a maggio) - (Italy)
- Saint Clara (Clara Hakedosha) - (Israel)
- A Saturday on Earth (Un samedi sur la terre) - (France)
- Schizopolis, regizat de and starring Steven Soderbergh
- Scream, regizat de Wes Craven, cu David Arquette, Neve Campbell, Courteney Cox, Drew Barrymore, Rose McGowan, Skeet Ulrich
- Secrets & Lies, regizat de Mike Leigh, cu Brenda Blethyn - (Marea Britanie) - Palme d'Or award
- A Self Made Hero (Un héros très discret), regizat de Jacques Audiard - (France)
- Set It Off, cu Jada Pinkett Smith, Queen Latifah, Vivica A. Fox, Kimberly Elise
- The Seventh Chronicle (Sedma Kronika) - (Croatia)
- Sgt. Bilko, cu Steve Martin, Dan Aykroyd, Glenne Headly, Phil Hartman
- Shall We Dance? (Shall we Dansu?) - (Japan)
- Shanghai Grand (San Seung Hoi taan), cu Andy Lau și Leslie Cheung - (Hong Kong)
- She's the One, regizat de and starring Edward Burns, Jennifer Aniston, Cameron Diaz, Mike McGlone, Maxine Bahns
- Shine, regizat de Scott Hicks, cu Geoffrey Rush - (Australia)
- Silent Trigger, cu Dolph Lundgren
- Sleepers, regizat de Barry Levinson, cu Brad Pitt, Jason Patric, Kevin Bacon, Minnie Driver, Dustin Hoffman, Robert De Niro
- Sling Blade, regizat de and starring Billy Bob Thornton, with Lucas Black, Dwight Yoakam, John Ritter, James Hampton
- A Small Domain
- Small Faces - (Marea Britanie)
- Some Mother's Son, cu Helen Mirren - (Irlanda)
- Somersault in a Coffin (Tabutta Rövașata) - (Turcia)
- Sons (Erzi) - (China)
- Sostiene Pereira, cu Marcello Mastroianni, Joaquim de Almeida, Daniel Auteuil - (Italy/Portugal)
- Space Jam, cu Michael Jordan, Wayne Knight, Theresa Randle, Bill Murray, voices by Danny DeVito
- The Spitfire Grill, cu Marcia Gay Harden, Ellen Burstyn, Alison Elliott
- Spy Hard, cu Leslie Nielsen, Nicollette Sheridan, Barry Bostwick, Andy Griffith
- Star Trek: First Contact, cu Patrick Stewart, Alice Krige, Neal McDonough, Alfre Woodard, James Cromwell
- Stealing Beauty (Io ballo da sola), regizat de Bernardo Bertolucci, cu Liv Tyler și Joseph Fiennes - (Italy/Marea Britanie/France)
- Striptease, cu Demi Moore, Armand Assante, Ving Rhames, Burt Reynolds
- The Stupids, cu Tom Arnold
- The Substitute, cu Tom Berenger
- A Summer's Tale (Conte d'été), regizat de Éric Rohmer - (France)
- Sunchaser, regizat de Michael Cimino, cu Woody Harrelson
- Sunset at Chaophraya (a.k.a. Khu Kam) - (Thailand)
- Sunset Park, cu Rhea Perlman
- Supermarket Woman (Sūpā no onna) - (Japan)
- Surviving Picasso, regizat de James Ivory, cu Anthony Hopkins și Natascha McElhone
- Swallowtail Butterfly (Suwarōteiru) - (Japan)
- Swingers, regizat de Doug Liman, cu Vince Vaughn și Jon Favreau

T
- Taxi, regizat de Carlos Saura - (Spain)
- Temptress Moon (Feng yue), regizat de Chen Kaige, cu Leslie Cheung și Gong Li - (China/Hong Kong)
- Tender Fictions
- Tesis (Thesis), regizat de Alejandro Amenábar - (Spain)
- That Thing You Do!, written and regizat de Tom Hanks, cu Tom Everett Scott și Liv Tyler
- Thieves (Les Voleurs), regizat de André Téchiné, cu Daniel Auteuil și Catherine Deneuve - (France)
- A Thin Line Between Love and Hate, cu Martin Lawrence și Lynn Whitfield
- Thinner, cu Robert John Burke și Joe Mantegna
- Three Lives and Only One Death (Trois vies et une seule mort), cu Marcello Mastroianni - (France)
- A Time to Kill, cu Sandra Bullock, Matthew McConaughey, Samuel L. Jackson, Ashley Judd, Kiefer Sutherland, Kevin Spacey
- Tin Cup, regizat de Ron Shelton, cu Kevin Costner, Rene Russo, Don Johnson, Cheech Marin
- To Gillian on Her 37th Birthday, cu Peter Gallagher, Claire Danes, Kathy Baker, Wendy Crewson, Michelle Pfeiffer
- Too Late (Prea târziu) - (Romania)
- Trainspotting, regizat de Danny Boyle, cu Ewan McGregor, Jonny Lee Miller, Robert Carlyle - (Marea Britanie) - Golden space Needle award
- Traveling Companion (Compagna di viaggio) - (Italy)
- Trees Lounge, regizat de and starring Steve Buscemi, with Chloë Sevigny, Anthony LaPaglia, Samuel L. Jackson
- Tremors 2: Aftershocks, cu Fred Ward
- The Trigger Effect, cu Kyle MacLachlan și Elisabeth Shue
- Tristar (Da san yuan), regizat de Tsui Hark, cu Leslie Cheung - (Hong Kong)
- True Blue - (Marea Britanie)
- The Truth About Cats & Dogs, cu Janeane Garofalo, Uma Thurman, Ben Chaplin
- Twelfth Night: Or What You Will, regizat de Trevor Nunn, cu Helena Bonham Carter și Imogen Stubbs - (Marea Britanie)
- Twister, regizat de Jan de Bont, cu Helen Hunt, Bill Paxton, Jami Gertz, Cary Elwes
- Two Much, cu Antonio Banderas, Melanie Griffith, Daryl Hannah

U-V
- Under Western Eyes (Leneged Einayim Ma'araviyot) - (Israel)
- Unforgettable, cu Ray Liotta și Linda Fiorentino
- Unhook the Stars, regizat de Nick Cassavetes, cu Gena Rowlands și Marisa Tomei
- Up Close & Personal, regizat de Jon Avnet, cu Robert Redford, Michelle Pfeiffer, Kate Nelligan, Stockard Channing, Joe Mantegna
- Urban Safari - (Switzerland)
- The Van, regizat de Stephen Frears, cu Colm Meaney - (Irlanda)
- Village of Dreams (E no naka no boku no mura) - (Japan)
- Viva Erotica (Se qing nan nu) - (Hong Kong)

W
- The War at Home, regizat de and starring Emilio Estevez, with Martin Sheen
- The Way to Fight (Kenka no hanamichi) - (Japan)
- When the Cat's Away (Chacun cherche son chat) - (France)
- When We Were Kings, a documentary featuring Muhammad Ali și George Foreman - Academy Award for Best Documentary
- White Squall, regizat de Ridley Scott, cu Jeff Bridges
- The Whole Wide World, cu Vincent D'Onofrio și Renée Zellweger
- The Wind in the Willows, regizat de Terry Jones, cu Steve Coogan și Eric Idle - (Marea Britanie)
- The Winner, cu Rebecca De Mornay, Vincent D'Onofrio, Michael Madsen, Billy Bob Thornton

XYZ
- Young and Dangerous (Gu huo zi: Zhi ren zai jiang hu) - (Hong Kong)
- Zarkorr! The Invader

## Premii

### Oscar
- Cel mai bun film:  Pacientul englez
- Cel mai bun regizor:  Anthony Minghella, Pacientul englez
- Cel mai bun actor:  Geoffrey Rush, Shine
- Cea mai bună actriță: Frances McDormand, Fargo
- Cel mai bun film străin: Kolya (Cehoslovacia)

Articol detaliat: Oscar 1996

### César
- Cel mai bun film: Ridicule
- Cel mai bun actor: Philippe Torreton – Căpitanul Conan
- Cea mai bună actriță: Fanny Ardant – Pédale douce
- Cel mai bun film străin: Breaking the Waves

Articol detaliat: Césars 1996

### BAFTA
- Cel mai bun film:  Pacientul englez
- Cel mai bun actor:  Geoffrey Rush, Shine
- Cea mai bună actriță:  Frances McDormand, Fargo
- Cel mai bun film străin: Ridicule (Franța)